# Транзит вуглеводнів через територію України

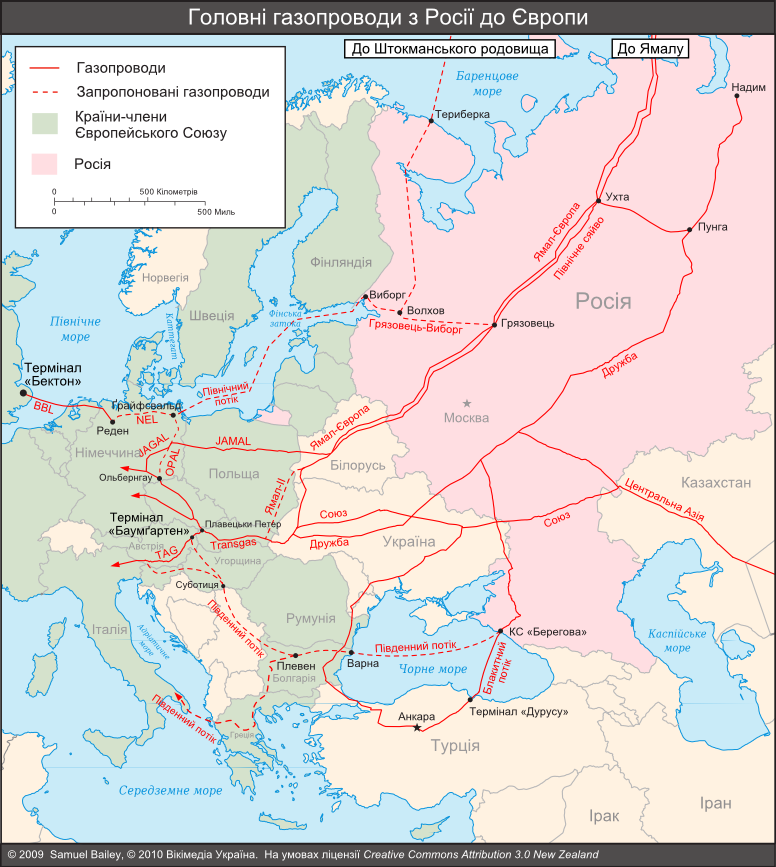
Транзит вуглеводнів через Україну

Транзит вуглеводнів через територію України — переміщення відповідно до укладених угод магістральними трубопроводами територією України між прикордонними пунктами приймання та здавання або на перевалювальні комплекси нафти, газу та продуктів їх переробки, що надійшли з території інших держав і призначені для споживачів за межами України, а також переміщення по магістральних трубопроводах нафти, газу та продуктів їх переробки, пов'язане з наданням послуг з тимчасового їх зберігання або переробки на території України з подальшим переміщенням за її межі.
Приклад — Укртранснафта, газопровід «Союз», газопровід «Уренгой — Помари — Ужгород».
Транзит природного газу у країни Європи через Україну складав понад 140 млрд м³ на рік. 
До повномасштабної агресії проти України РФ була головним постачальником газу до Європи. Війна та пошкодження газопроводу «Північний потік» у 2022 році призвели до переорієнтації ЄС на інших постачальників. Як наслідок, у 2023 році транзит газу через Україну скоротився до 15 млрд м³, що є лише 8 % від пікових обсягів експорту російського газу різними маршрутами у 2018-2019 роках. Після 31 грудня 2024 року Україна не планує продовжувати транзитні відносини, які забезпечували транспортування газу з Росії до Європи протягом десятиліть. 